# زن و عروسکهایش
زن و عروسک‌هایش فیلمی به کارگردانی و نویسندگی اسماعیل ریاحی محصول سال ۱۳۴۴ است.

## داستان
مهدی، حسابدار يك شركت مقاطعه كاری، دلبسته ی لعبت، آوازه خوان يك كافه، است. لعبت كه با جوان حيله گری به نام حميد دوست است برای سركيسه كردن مهدی نقشه می كشد. وقتی مهدی و علی چكی به مبلغ هفتصد و پنجاه هزار تومان را نقد كرده اند، تقي، كه سابقاً دوست و همكلاس مهدی بوده، پول ها را مي ربايد. مهدي مشخصات تقی را به لعبت می دهد و لعبت با همكاري حميد تقی را به لعبت می دهد و لعبت با همكاري حميد تقی را از پا در می آورد و لعبت مهدی را به عنوان قاتل تحويل پليس می دهد. لعبت حميد را نيز از پا درمی آورد، و خود توسط مهدی كه با پليس همكاری می كند و از زندان آزاد شده به دام می افتد.

## بازیگران
- عبدالله بوتیمار
- رضا ارحام صدر
- پروین غفاری
- رضا بیک ایمانوردی
- مژگان
- واهان آقامالیان
- منصور سپهرنیا
- علی معماری